# Tangara velia
A Tangara velia  a madarak osztályának verébalakúak (Passeriformes) rendjébe és a tangarafélék (Thraupidae) családjába tartozó  faj.

## Rendszerezése
A fajt Carl von Linné svéd természettudós írta le 1758-ban, még a billegetőfélék (Motacillidae) családjába tartozó Motacilla  nembe Motacilla velia néven, innen helyezték jelenlegi helyére.

## Alfajai
- Tangara velia cyanomelas (zu Wied-Neuwied, 1830)
- Tangara velia iridina (Hartlaub, 1841)
- Tangara velia signata (Hellmayr, 1905)
- Tangara velia velia (Linnaeus, 1758)[2]

## Előfordulása
Dél-Amerikában, Bolívia, Brazília, Kolumbia, Ecuador, Francia Guyana, Guyana, Peru, Suriname és Venezuela területén honos.
Természetes élőhelyei a szubtrópusi és trópusi síkvidéki esőerdők, valamint ültetvények. Állandó, nem vonuló faj.

## Megjelenése
Testhossza 12–14 centiméter, testtömege 19–23 gramm.

## Életmódja
Gyümölcsökkel és ízeltlábúakkal táplálkozik.

## Természetvédelmi helyzete
Az elterjedési területe rendkívül nagy, egyedszáma viszont csökken, de még nem éri el a kritikus szintet. A Természetvédelmi Világszövetség Vörös listáján nem fenyegetett fajként szerepel.